# 莫罗洛
莫罗洛（義大利語：Morolo），是意大利弗罗西诺内省的一个市镇。总面积26.48平方公里，人口3274人，人口密度123.6人/平方公里（2009年）。ISTAT代码为060045。